# Lista de aldeias de São Tomé e Príncipe
Este artigo é composto por uma lista de aldeias de São Tomé e Príncipe

## Distrito da Lobata
- Fernão Dias
- São Carlos
- Canavial
- Conde
- Cruz Grande
- Agostinho Neto
- Micoló
- Aguã Casada
- Laranjeiras
- Santo Amaro
- Desejada
- Bela Vista
- Nova Cintra
- Maianço
- Boa Entrada
- Vale Prazeres
- Uba Cabra
- Aragão
- Mesquita
- Santarém Castanhede
- Gratidão
- Rio Vouga
- Vale Flor
- Aguã Telha
- Guadalupe
- Vila Braga
- Santa Luzia
- Santa Luzia (Lobata)
- Praia das Conchas (Norte)
- Praia das Conchas (Sul)
- Caldeiras
- Santa Clara
- Saltado
- Aguã Sampaio
- Aguã Coimbra
- Monte Carmo
- Boa Esperança
- Poisco Alto
- Morro Vigia
- Vila Graciosa
- Santa Maria
- Guarda

## Distrito de Mé-Zóchi
- Pedra Maria
- Monte Macaco
- Bom Retiro
- Boa Novo
- Queluz
- Santa Cruz
- Belmonte
- Madalena
- Santa Margarida
- Benfica
- Prado
- Mongo
- São José (São Tomé)
- São José (Mé-Zóchi)
- Vista Alegre
- Formosa
- Novo Destino
- Bemposta
- Alice
- Chamiço
- May
- São Luís
- Claudina
- Campo Grande
- São Carlos
- Monte Café
- São João
- Bom Sucesso
- Nova Moca
- Saudade
- Quinta das Flores
- Rodia
- Vanguarda
- Mulembu
- Rio Lima
- Favorita
- Filipina
- Lemos
- Amélia
- Vitória Quilemba
- Laura
- Santa Fé
- Santa Clara
- Milagrosa
- Santa Luísa
- Plateau
- São José
- Santa Elvira
- Java
- Abade
- Roça Nova
- São Januário
- Bombaim
- Vale Formoso
- Aguãs Belas
- Zampalma Velha
- Zampalma
- Trás-os-Montes
- Nova Celão
- São Nicolau
- Nova Moça

## Distrito de Lembá
- Santa Maria
- Vila Graciosa
- Ribeira Funda
- Maria
- Ribeira Palma Praia
- Ribeira Palma
- Emília
- Vila Sara
- Rosema
- Santa Teresa
- Rio Leça
- Ponta Figo
- Monte Forte
- Generosa
- Manuel Morais
- Cascata
- António Morais
- Fortunato
- Rebordelo
- João Paulo
- Cadão
- São Óscar
- Esprainha
- José Luís
- José Luís Campo
- Maria Luísa Campo
- Diogo Vaz
- Mulundo
- Arribana
- Santa Clotilde
- Monte Carmo
- São José
- Santa Jenny dos Quatros Caminhos
- Santa Jenny
- Paga Fogo
- São Manuel
- Rio Ave
- Brigoma
- São João
- Lemba
- Claudina
- Frederico
- Dona Amélia
- Ponta Furada
- Santa Irene
- Binda
- Juliana de Sousa
- São Miguel

## Distrito de Caué
- Santelmo
- Guaiaquil
- Cruzeiro
- Rosário
- Ermida
- Vale Carmo
- Aguã João
- Angra Toldo
- Aliança
- Angobó
- Boa Vista
- Soledade
- Granja
- Fraternidade
- Manuel Caroça
- Dona Eugénia
- Dona Augusta
- Nunes de Oliveiro
- Pesqueira
- Mateus Sampaio
- Vila Clotilde
- Emolve
- Preserverança
- Vila Aida
- Celeste
- Praia Grande
- Vila José
- Ermelinda
- Novo Brasil
- São Pedro
- Vila Conceição
- Santa Josefina
- Wily
- Alto Douro
- cachoeiro
- Porto Alegre
- Santo António
- São João
- Vila Verde
- Jou

## Distrito de Água Grande
- São Tomé (São Tomé e Príncipe) – a capital

- Quilombo

- Atrás da Cadeia
- Frente da Cadeia
- Ponta Mina

- Vila Maria
- Atrás do Estádio
- Bairro do Girassol
- Quinta de Santo António
- Santo António
- Fruta-Fruta
- Água Arroz
- São Marcos
- Água Vilma
- Vila Marreco
- Água Bobô
- Bairro Verde
- São Gabriel
- São Marçal
- Cova Barro
- Pema-Pema
- Pantufo
- Ganda
- Bairro 3 de Fevereiro
- Vila Dolores
- Bairro dos Portugueses
- Lucomi
- Conceição
- Riboque
- Água Porca
- Chácara
- Madredeus
- Bôbô Fôrro
- Blublu
- Almeirim

## Distrito de Cantagalo
- Penheria
- Guegue
- Monserrate
- Uba Budo
- Uba Budo Velho
- Maria Luísa
- Pedroma
- Budo Budo
- Mestre António
- Quimpo (I)
- Quimpo (II)
- Francisco Montero
- Santo António (I)
- Santo António (II)
- Nova Olinda
- Santa Clotilde
- Montes Herminos
- Ponta das Palmeiras
- Vila Celeste
- Claudino Faro
- Bernardo Faro
- Anselmo Andrade
- Olivares Marim
- Cantagalo
- Mendes da Silva
- Mato Cana
- Monte Belo
- Castelo
- Aguã Ize
- São Paulo
- São Vicente
- São Francisco
- Marilene
- São Lourenço
- Amparo
- Colónia Açoriana
- Santa Cecília
- Caridade
- Henrisantos
- Micondo
- Alto Douro

## Ilha do Príncipe
- Santa Rita
- Ponta do Sol
- Montealegre
- Lapa
- Francisco Mantero
- São Carlos do Fundão
- Neves Ferreira
- Nova Estrela
- Abade
- Santo António
- Novo Destino
- Praia Inhame